# Potemkin-dorp
Een Potemkin-dorp (ook wel Potjomkin-dorp) is een façade of schijnvertoning die bedoeld is om een situatie veel beter voor te stellen dan ze in werkelijkheid is. In bredere zin verwijst het naar iets wat er aan de buitenkant indrukwekkend uitziet, maar waarachter weinig of een veel negatievere realiteit schuilgaat.
De uitdrukking is afkomstig van een verhaal over de Russische veldmaarschalk Grigori Potjomkin. Volgens dit verhaal liet hij in 1787, tijdens een reis van tsarina Catharina de Grote door de recent geannexeerde Krim, tijdelijke dorpen bouwen langs de rivier de Dnjepr. Het verhaal gaat dat de dorpen bestonden uit niet meer dan mobiele façades die werden opgericht vlak voordat de tsarina passeerde en werden afgebroken nadat zij was vertrokken, om verderop de route opnieuw te worden gebruikt. Vanaf haar boot kreeg de tsarina zo de indruk van een welvarend en goedbevolkt gebied, terwijl het in werkelijkheid lege gevels waren, mogelijk bemand door ingehuurde acteurs.
Hoewel historici de letterlijke waarheid van dit verhaal betwisten, is de uitdrukking een eigen leven gaan leiden en wordt ze wereldwijd gebruikt om politieke of economische misleiding aan te duiden.
Achtergrond
Grigori Aleksandrovitsj Potjomkin (1739-1791) was een Russische militaire leider, staatsman en favoriet van tsarina Catharina de Grote. Hij was een van de machtigste personen in het Russische Rijk en de drijvende kracht achter de annexatie van de Krim, de context waarin het verhaal zich afspeelt.
Modern voorbeeld
Een bekend modern voorbeeld van een Potemkin-dorp is Kijŏng-dong in Noord-Korea . Dit modeldorp in de gedemilitariseerde zone is onbewoond en dient enkel om de indruk van welvaart en vooruitgang te wekken bij de zuidelijke grens.